# Demuk
Demuk is een bestuurslaag in het regentschap Tulungagung van de provincie Oost-Java, Indonesië. Demuk telt 6117 inwoners (volkstelling 2010).